# Rhamnus lycioides
Rhamnus lycioides — вид квітучих рослин в родині крушинових.

## Опис
Кущ листяний або вічнозелений, 1.5–3 м заввишки, з багатьма гілками із шипами. Старі гілки сірі. Зелене, шкірясте, вузьке й витягнуте, що іноді злегка розширюються до вершини, листя завдовжки від 0.5 до 3.5 сантиметрів і шириною від 0.3 до 1 см. Утворює дуже маленькі, одиночні або в невеликих пучках в пазухах листків, зеленувато-жовті квіти. Пелюстки знаходяться в зародковому стані або взагалі відсутні. Плоди 3.3–5 × 3.4–5 мм. Плоди кулясті, з невеликою кількістю м'якоті, спочатку зелені й жовтуваті, коли дозрілі — чорні. Всередині одне насіння або більше, залежно від підвиду. Насіння від 3.3 до 4.7 мм.

## Поширення
Знаходиться в Середземноморському регіоні, в Південній Європі і Північній Африці. Росте на скелястих і бідних ґрунтах.

## Екологія
Кілька особин одної й тої ж популяції дають фрукти в різні місяці, що корисно як їжа для птахів, які розсіюють насіння. Ягода проносна, дуже гірка й у великих кількостях токсична для людини.

## Галерея

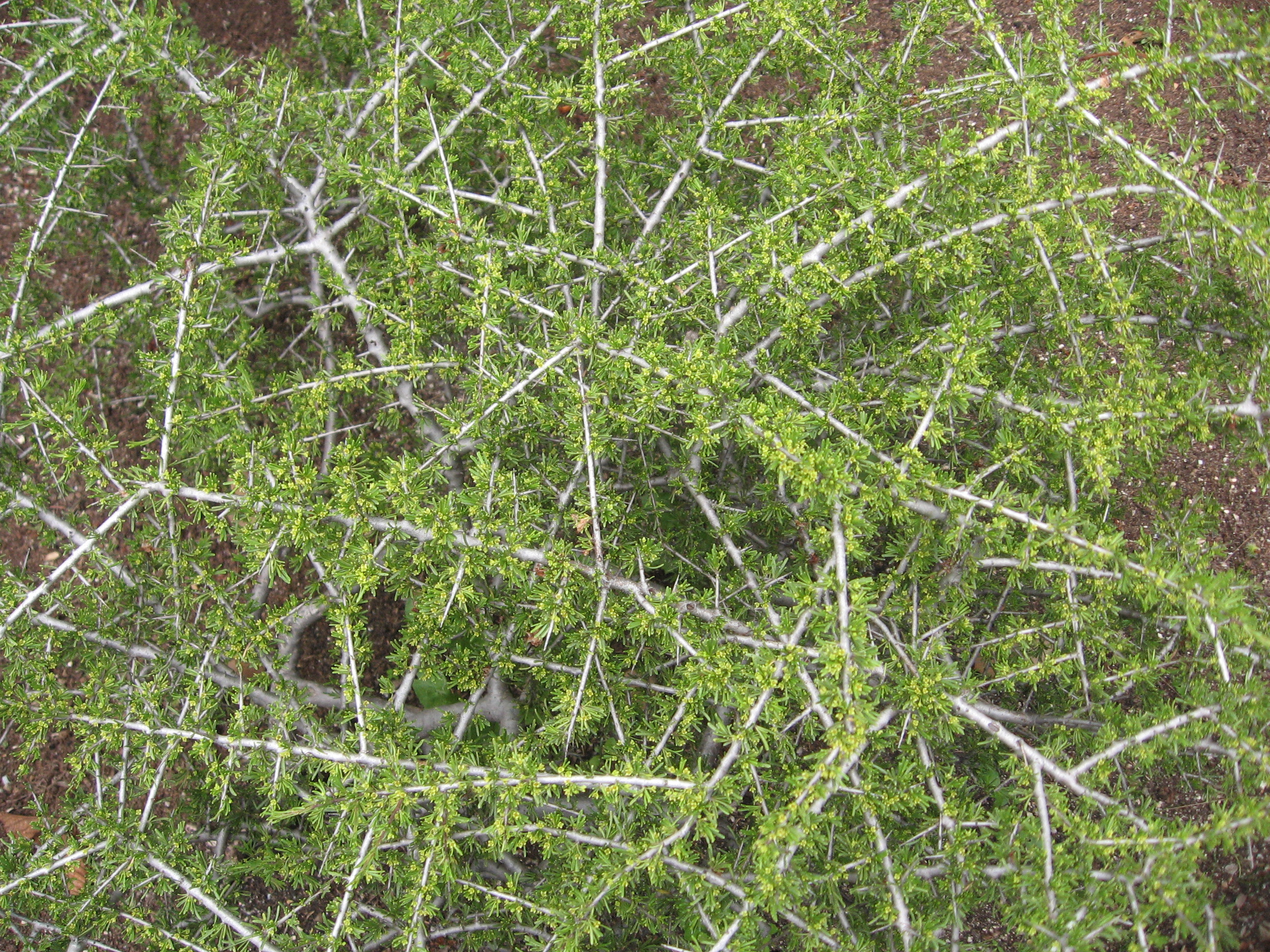
Rhamnus lycioides ssp. borjae
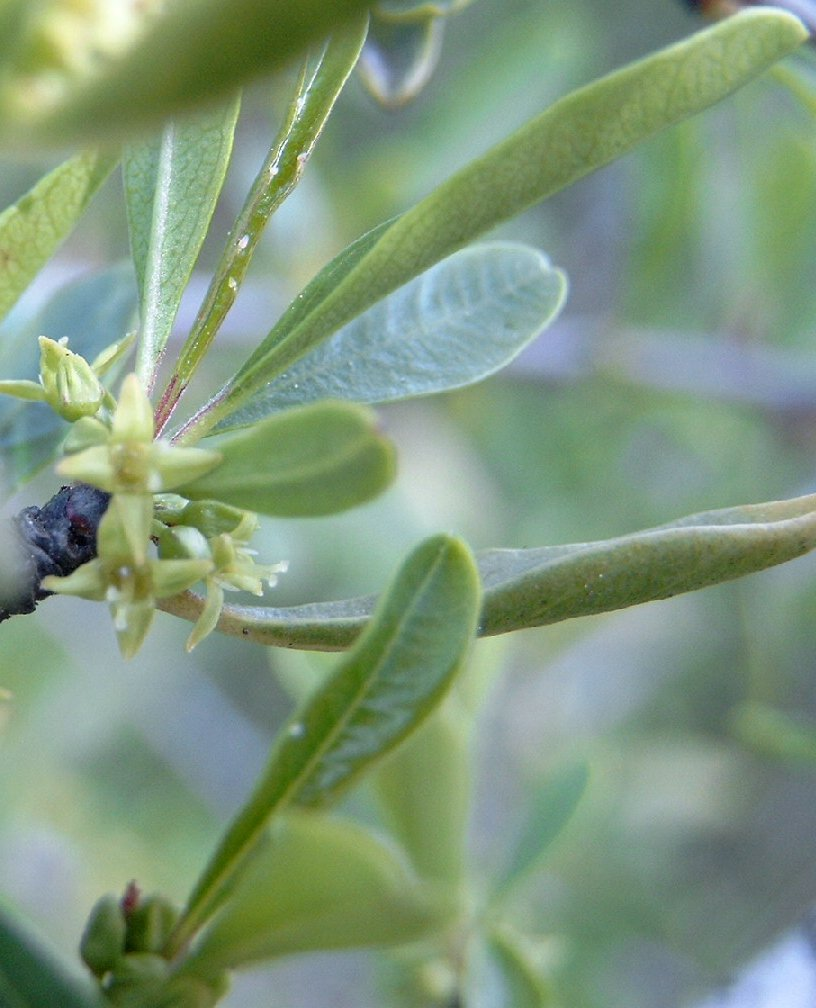
Листя
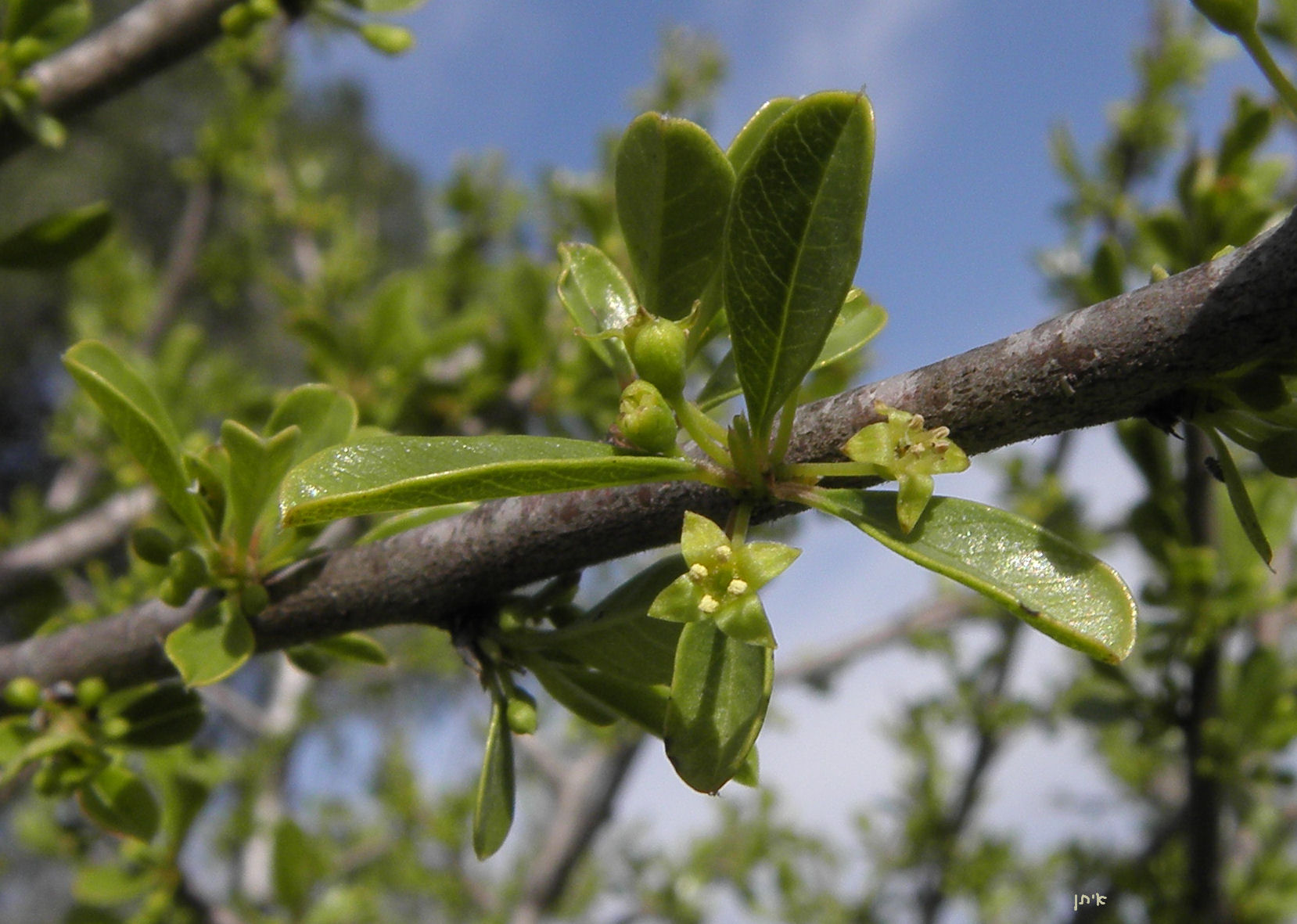
Квіти